# Sirena (mitologia grega)
|  | Per a altres significats, vegeu «sirena (desambiguació)». |

Les Sirenes (grec antic: Σειρήν, Seirḗn; plural: Σειρῆνες, Seirênes), en la mitologia grega, eren criatures perilloses, que atreien als mariners amb la seva encantadora música i veus cantores per provocar el naufragi a les costes rocoses de les seves illes. També podien encantar els vents. Els poetes romans les van col·locar en unes petites illes anomenades Sirenum scopuli. En algunes tradicions racionalitzades posteriors, la geografia literal de l'illa "florida" d'Anthemoessa, o Anthemusa, es va fixar de vegades al cap Peloros en altres de les illes conegudes com la Sirenuse, prop de Paestum, o a Capri. Totes aquestes ubicacions tenen en comú que estan envoltades de penya-segats i roques.
Es creia que les sirenes semblaven una combinació de dona i ocell de diverses formes diferents. A l'art grec primitiu, es representaven com ocells amb grans caps de dona, plomes d'aus i peus escamosos, i més tard es van representar com a figures femenines amb potes d'ocells, amb ales o sense, tocant diversos instruments musicals, especialment arpes i lires. Al segle vii, el Liber Monstrorum diu que eren dones des del cap fins al melic, i en lloc de potes tenien cues de peix. Al segle x, la Suïda diu que de pit amunt tenien forma de pardals i, a sota, eren dones o, alternativament, que eren ocellets amb rostre de dona. A l'edat mitjana, la figura de la sirena s'havia transformat en la figura de la sirena perdurable. Originalment, les sirenes es mostraven com a mascles o dones, però la sirena masculina va desaparèixer de l'art cap al segle v aC.

## Nomenclatura

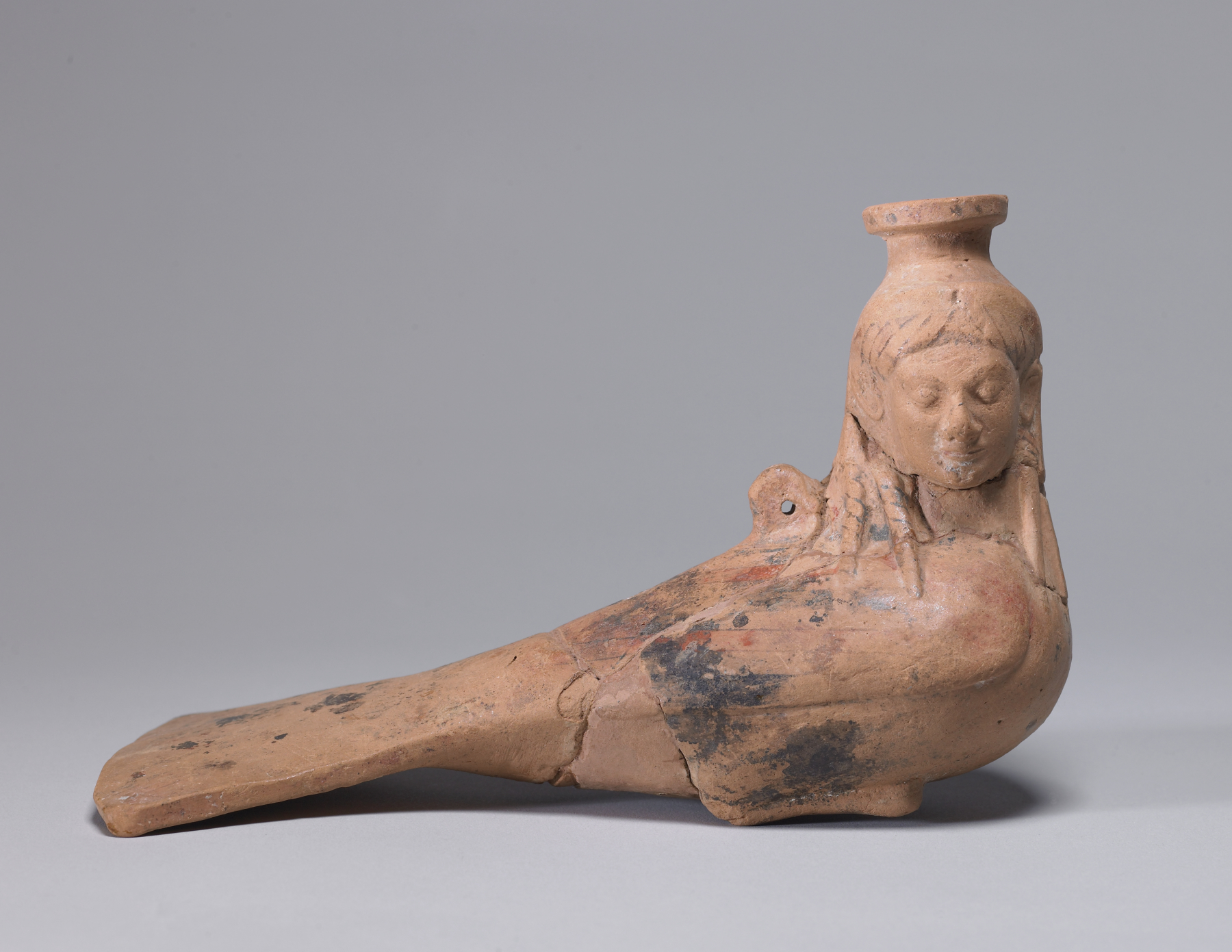
Gerro de perfum arcaic en forma de sirena, c. 540 aC.

L'etimologia del nom és discutida. El lingüista alemnany Robert S. P. Beekes ha suggerit un origen prehel·lènic. Altres connecten el nom a σειρά (seirá, "corda") i εἴρω (eírō, "lligar, unir"), donant com a resultat el significat "corda que sosté", referint-se al poder de les sirenes per fascinar, lligant-te a elles amb el cant. Això també podria estar relacionat amb la famosa escena d'Odisseu lligat als pals del seu vaixell, per tal de resistir la seva cançó.
Més tard, el terme de sirena es va utilitzar sovint com a sinònim de la sirena amb la part superior de dona i cues de peix. Aquesta combinació es va convertir en icònica a l'època medieval. Les circumstàncies que van conduir a la barreja impliquen el tractament de les sirenes al Physiologus medieval i als bestiaris, tant iconogràficament, com textualment en traduccions del llatí a llengües vulgars.

## Iconografia

### Iconografia clàssica

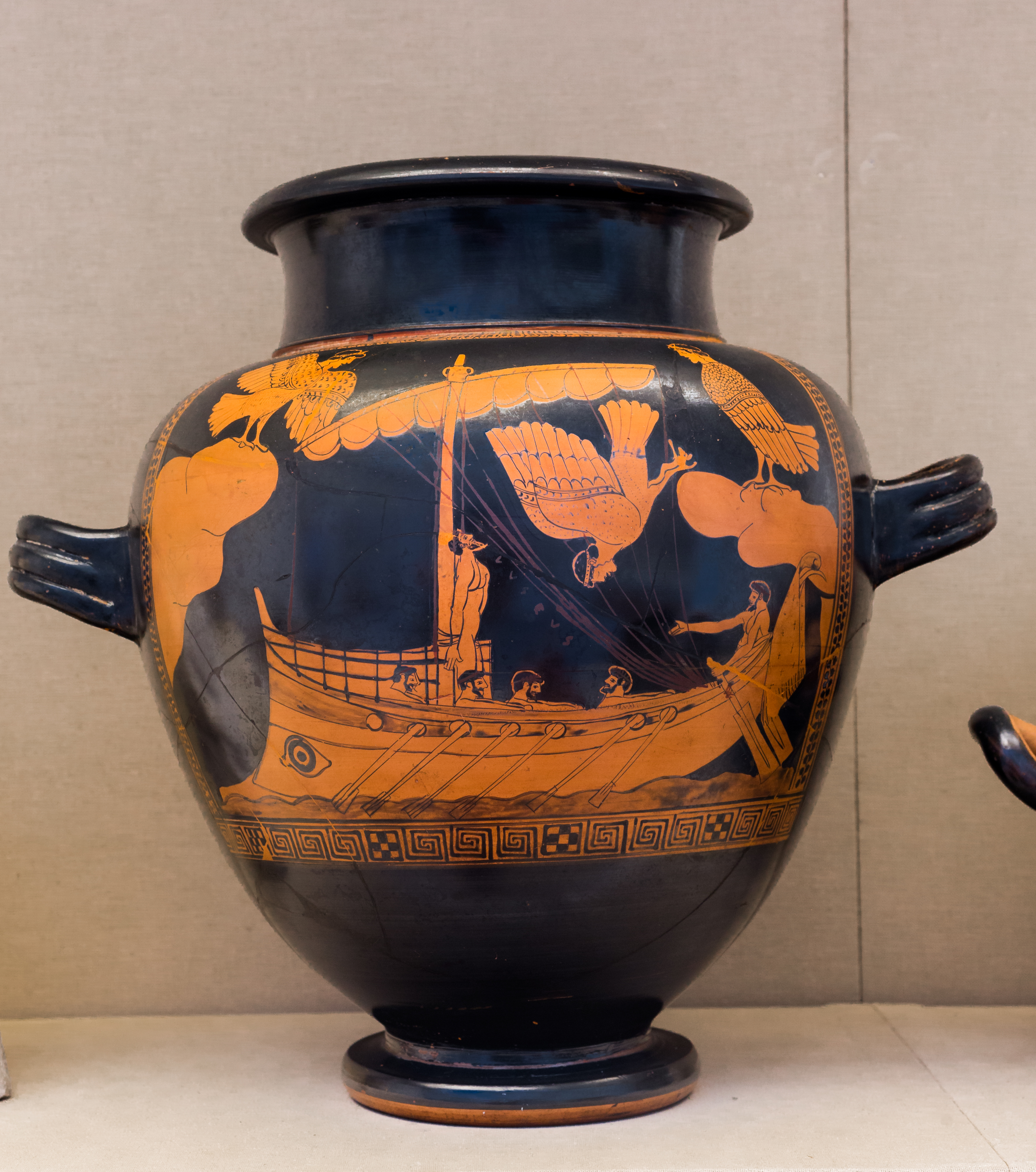
Odisseu i les Sirenes, gerro homònim, c. 475 aC.

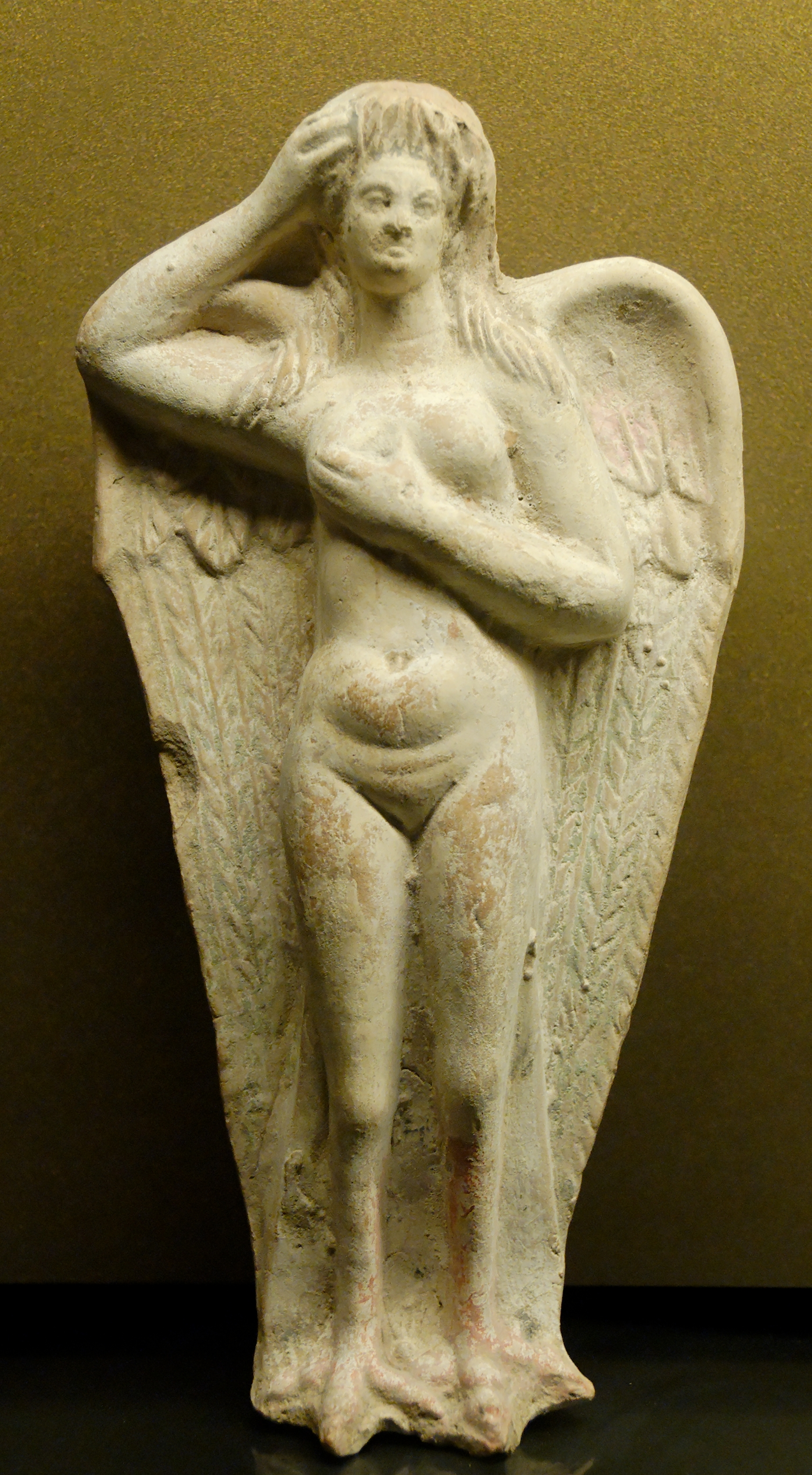
Estatueta de sirena gemeguda de Myrina, aC.

Les sirenes de la mitologia grega van aparèixer per primera vegada a l'Odissea d'Homer, on no lis dona cap descripció física, i el seu aspecte visual es va deixar a la imaginació dels lectors. Va ser Apol·loni de Rodes a Argonàutiques (segle iii aC) qui va descriure les sirenes per escrit com a part dona i en part ocell. Al segle vii aC, les sirenes eren representades regularment a l'art com a ocells amb cap humà. Pot ser que hagin estat influenciades pel ba-ocell de la religió egípcia. A l'art grec antic, les sirenes es representaven generalment com ocells grans amb cap de dona, plomes d'ocell i peus escamosos. Les representacions posteriors van canviar per mostrar sirenes amb cossos superiors humans i potes d'ocells, amb o sense ales. Sovint se'ls mostra tocant una varietat d'instruments musicals, especialment la lira, la cítara i l'aulos.
El diccionari bizantí del segle x Suïda afirmava que les sirenes (grec: Σειρῆνας) tenien forma de pardals des del pit cap amunt, i per sota hi havia dones o, alternativament, que eren ocellets amb cares de dona.
Originalment, les sirenes es mostraven com a homes o dones, però la sirena masculina va desaparèixer de l'art al voltant del segle v aC.

#### Primeres sirenes amb cua de peix

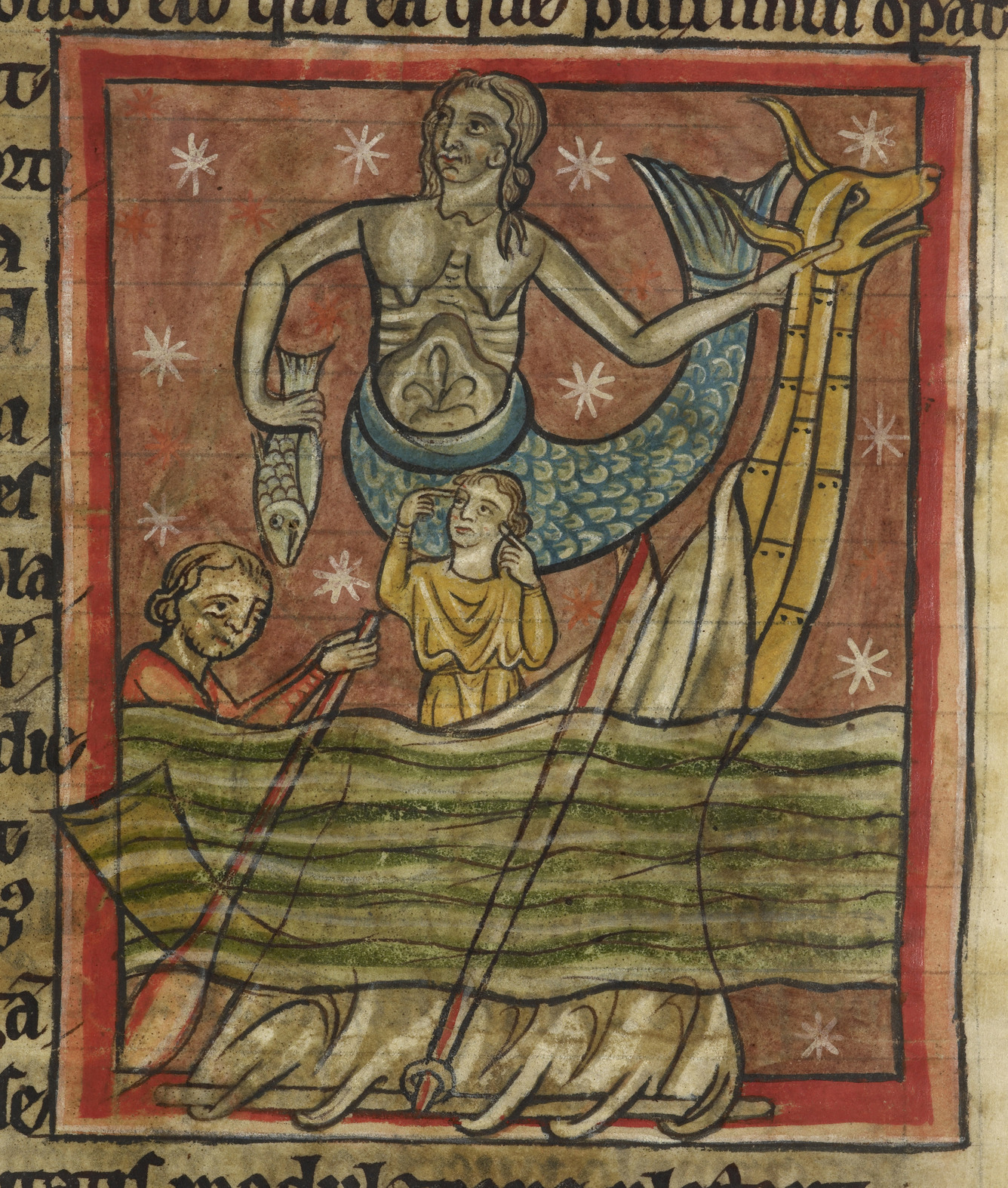
Il·lustració en miniatura d'una sirena temptant mariners que intenten resistir-li, en un Bestiari anglès, c. 1235.

Alguns exemples supervivents del període clàssic ja havien representat la sirena amb cua de peix. Les sirenes es representen com sirenes o "tritones" en exemples que daten del segle iii aC, inclòs un bol de terrissa trobat a Atenes. i un llum d'oli de terracota possiblement d'època romana.
La primera certificació literària coneguda de la sirena amb cua de peix anomenada com a "sirena" va aparèixer al catàleg anglollatí Liber Monstrorum (principis del segle viii dC), on diu que les sirenes eren "noies de mar... amb el cos d'una donzella, però tenen cues de peixos escamoses".

### Iconografia medieval
La sirena va aparèixer en diversos manuscrits il·lustrats del Physiologus i els seus successors anomenats bestiaris. La sirena es va representar com una sirena meitat dona i meitat peix al Physiologus de segle ix Berna, com a primer exemple, però es va continuar il·lustrant amb tots dos parts semblants a ocells (ales, peus amb urpes) i cua semblant a un peix.

### Pintures modernes
L'artista anglès William Etty va retratar les sirenes com a dones joves en forma totalment humana a la seva pintura de 1837 Les sirenes i Ulisses, una pràctica copiada pels futurs artistes.
- Les sirenes i Ulisses de William Etty (1837)
- Ulisses i les sirenes per Léon Belly (1867)
- La sirena (1888) per Edward Armitage
- La sirena (c. 1900) per John William Waterhouse
- Ulisses i les sirenes (c. 1909) per Herbert James Draper

## Literatura clàssica
Encara que un fragment de Sòfocles fa de Forcis el seu pare, quan s'anomenen les sirenes, solen ser filles del déu fluvial Aqueloos, ja sigui per la Musa Terpsícore, Melpòmene o Cal·líope o, finalment, d'Estèrope, filla del rei Portàon de Calidó.
A l'obra de teatre Helena d'Eurípides (167), Helena en la seva angoixa crida a «Donzelles alades, filles de la Terra (Cton).» Encara que atreien els mariners, els grecs van retratar les sirenes al seu «prat amb flors» i no com a divinitats marines. Epimènides afirmava que les sirenes eren filles d'Oceà i Gea. Els escriptors romans els van relacionar més estretament amb el mar, com a filles de Forcis. Les sirenes es troben en moltes històries gregues, especialment a l'L'Odissea d'Homer.

### Mitologia

#### Demèter

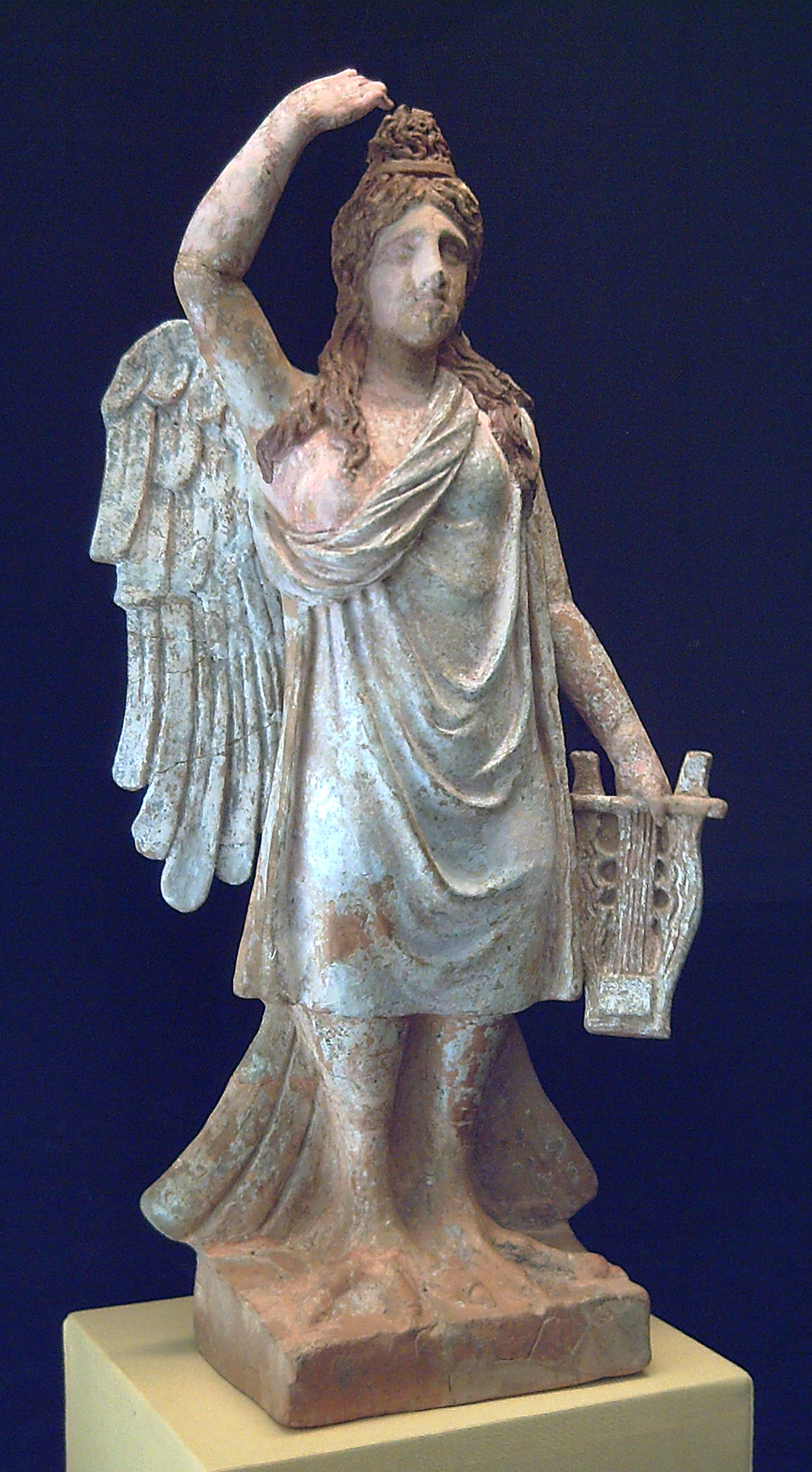
La Sirena de Canosa, estatueta que exposa les característiques del psicopomp, finals del aC.

Segons Ovidi (43 aC–17 dC), les sirenes eren les companyes de la jove Persèfone. Demèter les va donar ales per buscar Persèfone quan va ser segrestada per Hades. No obstant això, les Fabulae d'Higí (64 aC–17 dC) fa que Demèter maleeixi les sirenes per no haver intervingut en el segrest de Persèfone. Segons Hygí, les sirenes estaven destinades a viure només fins que els mortals que escoltaven les seves cançons poguessin passar-les per alt.

#### Les Muses
Una llegenda diu que Hera, reina dels déus, va persuadir les sirenes perquè participessin en un concurs de cant amb les Muses. Les Muses van guanyar la competició i van treure totes les plomes a les sirenes per fer-ne corones. Degut a la seva angoixa per perdre la competició, escriu Esteve de Bizanci, les sirenes es van tornar blanques i van caure al mar a Àptera («sense plomes»), on van formar les illes de la badia que es van anomenar Leukai ("les ones blanques", a la Suda moderna).

#### Argonàutica
A lArgonautica (segle iii aC), Jàson havia estat advertit per Quiron que Orfeu seria necessari en el seu viatge. Quan Orfeu va sentir les seves veus, va treure la seva lira i va tocar la seva música més bella que ells, ofegant les seves veus. Un dels membres de la tripulació, però, l'heroi d'orelles afilades Butes, va escoltar la cançó i va saltar al mar, però va ser atrapat i endut sense perill per la deessa Afrodita.

#### Odissea
Odisseu tenia curiositat per saber què cantaven les sirenes, i així, per consell de Circe, va fer que tots els seus mariners es tapessin les orelles amb cera d'abella i el lliguessin al pal. Va ordenar als seus homes que el deixessin ben lligat, per molt que supliqués que l'alliberessin. Quan va sentir la seva bella cançó, va ordenar als mariners que el deslliguessin però ells el van lligar més fort. Quan van quedar fora del abast de les oïdes, la cara apaivagada d'Odisseu va demostrar als mariners que podien alliberar-lo. Alguns autors posthomèrics afirmen que les sirenes estaven destinades a morir si algú escoltava el seu cantant i s'escapava, i que després que Odisseu passés per allà es van llançar a l'aigua i van morir.

#### Plini
L'historiador romà del segle I Plini el Vell va considerar les sirenes una pura faula, «tot i que Dinon, el pare de Clearc, un famós escriptor, afirma que existeixen a l'Índia, i que encanten els homes pel seu cant i, després d'haver-los adormit primer, els fan a trossos.»

### Sirenes i mort

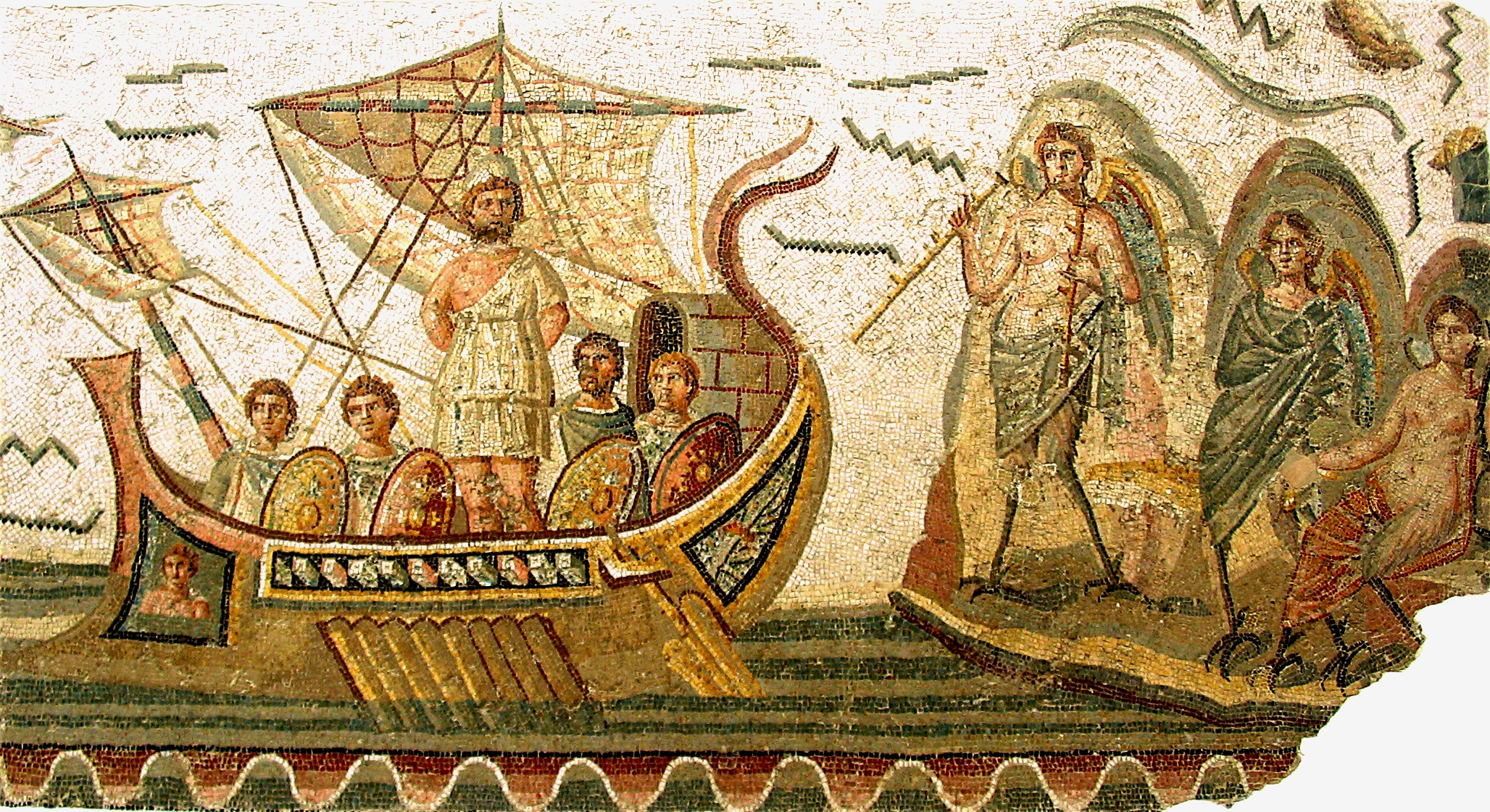
Odisseu i les sirenes, mosaic romà, dC (Museu del Bardo).

Estàtues de sirenes en un context funerari estan testimoniades des de l'època clàssica, a la Grècia continental, així com a l'Àsia Menor i la Magna Grècia. L'anomenada "Sirena de Canosa"—Canosa di Puglia és un jaciment a Puglia que formava part de la Magna Grècia—es deia que acompanyava els morts entre els bens funeraris en un enterrament. Semblava tenir algunes característiques de psicopomp, que guiaven els morts en el viatge de la vida més enllà. La figura de terracota fosa porta rastres del seu pigment blanc original. La dona porta els peus, les ales i la cua d'un ocell. L'escultura es conserva al Museu Arqueològic Nacional d'Espanya, a Madrid.
Les sirenes es deien les Muses del món inferior. L'estudiós clàssic Walter Copland Perry (1814–1911) va observar: «La seva cançó, encara que irresistiblement dolça, no era menys trista que dolça, i deixava tant el cos com l'ànima en un letargia fatal, precursora de la mort i la corrupció». La seva cançó crida contínuament a Persèfone.
El terme "cants de sirena" es refereix a un atractiu que és difícil de resistir però que, si se'n fa cas, portarà a un mal final. Els escriptors posteriors han donat a entendre que les sirenes eren caníbals, basant-se en la descripció que Circe feia d'elles.
«Són criatures màntiques com l'Esfinx amb qui tenen molt en comú, coneixent tant el passat com el futur», va observar la lingüista Jane Ellen Harrison. «La seva cançó fa efecte al migdia, en una calma sense vent. El final d'aquesta cançó és mort.» Que la carn dels mariners s'està podrint, suggereix que no s'ha menjat. S'ha suggerit que, amb les plomes robades, la seva naturalesa divina les mantenia vives, però incapaces de proporcionar menjar als seus visitants, que es morien de fam al negar-se a marxar.

## Les sirenes en la teologia clàssica
Les sirenes formen part de la teologia clàssica des de Plató que les va incloure en el Cràtil. Allà Sòcrates va observar que les sirenes participen en el desig de les ànimes dels morts, botí dels seus cossos, per romandre al regne de l'Hades. Aquest desig correspon al desig de virtut i a la figura del "filòsof".
A La República, Plató narra el mite d'Er fill d'Armeni soldat de Pamfília que, havent mort en combat, torna a viure i explica el que va veure en el més enllà. A la llum de les indicacions teològiques de Plató, Plutarc escriu com Ammoni l'Egipci va fer que les sirenes platòniques fossin coherents amb les homèriques. Guia de les ànimes cap al més enllà, les sirenes toquen música l'encanteri de la qual té el poder de portar l'oblit dels records mortals a les ànimes, apropant-les al cel. Els ecos de la música de les Sirenes a la Terra porten records de vides passades als mortals.
El cant de les Sirenes als cels és sense paraules, és harmonia, la música de les esferes. El neoplatònic Iàmblic de Calcis, escriu que aquestes mateixes harmonies Pitàgores les feia escoltar als seus alumnes per purificar-los i portar-los bells somnis. El mateix Iàmblic informa sobre l'important paper de les Sirenes per a l'escola Pitàgòrica de l'acusmàtica, per a la qual formen part de l'harmonia, és a dir, la tètrade i l'oracle de Delfos.